# Анастасије I Антиохијски
Анастасије I Антиохијски (Анастасије Синаит) је хришћански светитељ. Био је патријарх Антиохијски. Као монах Синајске горе изабран је за патријарха Антиохијског за време владавине цара Јустинијана. Хришћани верују да се на тај положај уздигао захваљујући његовој добродетељи, чистоти живота, великој духовној учености и тврдој вери. Међутим цар Јустинијан је падо у јерес докетску, против које су оштро устајали патријарх цариградски Евтихије и Анастасије. Цар је прогнао Евтихија, и хтео је да прогна и Анастасија, међутим није му успео наћи никакве замерке у животу. Када је Јустинијан умро, покајавши се претходно и повративши Евтихија на престо, тада је Јустин, његов наследник, успео да прогна Анастасија на основу некаквих клевета. Провео је Анастасије 23 године у прогонству, и поново је враћен на престо Антиохијски за време цара Маврикија. Још 6 година управљао је црквом и потом преминуо мирно 599. године.
Српска православна црква слави га 20. априла по црквеном, а 3. маја по грегоријанском календару.